# Maldonado, Uruguay
Maldonado là lỵ sở của Tỉnh Maldonado với dân số tính đến năm 2004 là 54.603.

## Lịch sử
Thống đốc Montevideo là Joaquin de Viana cho thành lập thị trấn này năm 1755 và hai năm sau gửi 104 dân đến định cư. Địa danh này mang tên  "Maldonado" nhưng có một thời đổi là "San Fernando de Maldonado" để vinh danh vua Fernando VI của Tây Ban Nha.

## Thắng tích
Các công trình lịch sử ở Maldonado có 
- Thánh đường San Fernando khởi xây năm 1801 và hoàn thành năm 1895.
- Tháp canh Torre de Vigia xây năm 1800. Tháp này từng là vọng lâu để theo dõi tàu bè ra vào cửa sông La Plata.